# Kardiovaskulární onemocnění
Kardiovaskulární onemocnění jsou v širším slova smyslu veškerá onemocnění srdce a cév (řec. kardia – srdce a lat. vas – céva); v užším smyslu se tento termín obvykle používá pro označení nemocí způsobených aterosklerotickými degenerativními změnami: ischemickou chorobu srdeční, ischemickou chorobu dolních končetin a ischemickou cévní mozkovou příhodu.

## Rizikové faktory kardiovaskulárních onemocnění
Rizikové faktory kardiovaskulárních onemocnění se obvykle dělí do dvou skupin: na neovlivnitelné a ovlivnitelné.

### Neovlivnitelné rizikové faktory
- věk
- mužské pohlaví
- genetické faktory (kardiovaskulární onemocnění v rodině)
- osobní anamnéza (již prodělané kardiovaskulární onemocnění)
- hypoxie v prenatálním stádiu, kterou může způsobit například obezita matky[1]

#### Věk
Ateroskleróza je dlouhodobý proces, proto pravděpodobnost její manifestace formou některého z kardiovaskulárních onemocnění vzrůstá s věkem. Za rizikový se považuje věk nad 45 let u muže a nad 55 let u ženy.

#### Pohlaví
Muži mají vyšší riziko aterosklerózy a z ní plynoucích onemocnění než ženy před menopauzou. Za příčinu tohoto faktu se považuje protektivní vliv estrogenů. (Estrogeny zvyšují hladinu HDL-cholesterolu.)

#### Genetické faktory
Kandidátních genů, zodpovědných za rozvoj aterosklerózy, jsou desítky až stovky. Jejich konkrétní podíl je předmětem výzkumu. Z praktického hlediska se jako rizikový posuzuje infarkt myokardu u prvostupňového mužského příbuzného mladšího 55 let a prvostupňové ženské příbuzné mladší 65 let.

### Faktory  ovlivnitelné redukcí hmotnosti a zvýšením pohybu
- hypertenze
- metabolický syndrom

- kouření cigaret
- dyslipidémie
- cukrovka – diabetes mellitus 2. typu
- břišní typ obezity
- psychosociální faktory
- nízká fyzická aktivita (vliv je menší, než se předpokládalo)[2]

## Léčba
Opakování příhod lze redukovat pomocí aspirinu.